# Александровка (Вологодская область)
Александровка — деревня в Междуреченском районе Вологодской области.
Входит в состав Сухонского сельского поселения, с точки зрения административно-территориального деления — в Сухонский сельсовет.
Расстояние до районного центра Шуйского по автодороге — 9,5 км. Ближайшие населённые пункты — Шиченга, Красотинка, Дачное.

## Население
По переписи 2002 года население — 2 человека.
| 2002 | 2010 |
| ---- | ---- |
| 2    | ↘0   |